# Královské námořnictvo Ománu
Královské námořnictvo Ománu (anglicky Royal Navy of Oman, zkráceně RNO) je jednou ze složek ozbrojených sil Ománu. K roku 2008 námořnictvo čítalo 4500 osob, z toho 1300 civilistů. Jádrem jeho floty jsou moderní korvety a raketové čluny, které doplňují hlídkové a výsadkové lodě. Námořní letectvo disponuje letadly Do 228 a vrtulníky Super Puma či Sea King. Hlídkové lodě námořnictva monitorují proplouvání lodí a ropných tankerů Hormuzským průlivem. Ománské námořnictvo rovněž poskytuje podporu různým přepravním operacím. Jméno ománských lodí začíná ONS.
Námořnictvo tvoří dvě korvety třídy Qahir, tří korvety třídy Khareef, čtyři útočné čluny třídy Dhofar, tři hlídkové lodě třídy Al Bushra, pět výsadkových lodí, královská jachta a několik dalších plavidel.
V roce 2012 bylo rozhodnuto o objednávce čtyř nových oceánských hlídkových lodí třídy Al-Ofouq singapurského typu Fearless-75 loděnice ST Marine. Jedná se o zvětšenou verzi tamních hlídkových lodí třídy Fearless. Australská loděnice Austal navíc získala kontrakt na stavbu dvou rychlých podpůrných lodí typu HSSV 72.

## Vývoj
Prvními válečnými plavidly ománského námořnictva se staly hlídkové lodě třídy Al Bushra.

## Složení

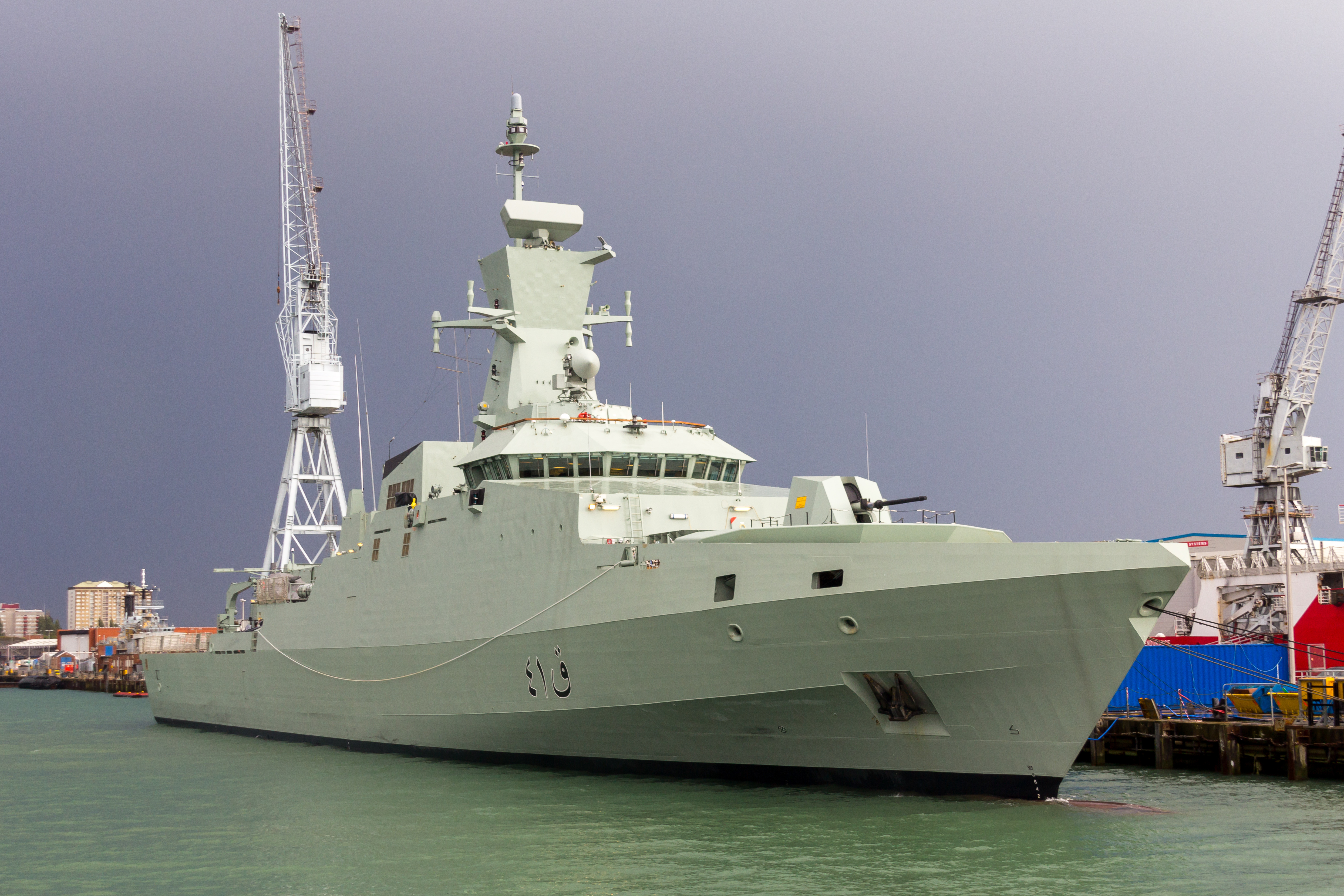
Korveta třídy Khareef, Al-Rahmani

### Korvety
- Třída Khareef
  - Al-Shamikh (Q40)
  - Al-Rahmani (Q41)
  - Al-Rasikh (Q42)

- Třída Qahir
  - Qahir Al Amwaj (Q31)
  - Al Mua'zzar (Q32)

### Raketové čluny
- Třída Dhofar
  - Dhofar (B10)
  - Al Sharquiyah (B11)
  - Al Bat'nahs (B12)
  - Mussandam (B14)

### Oceánské hlídkové lodě

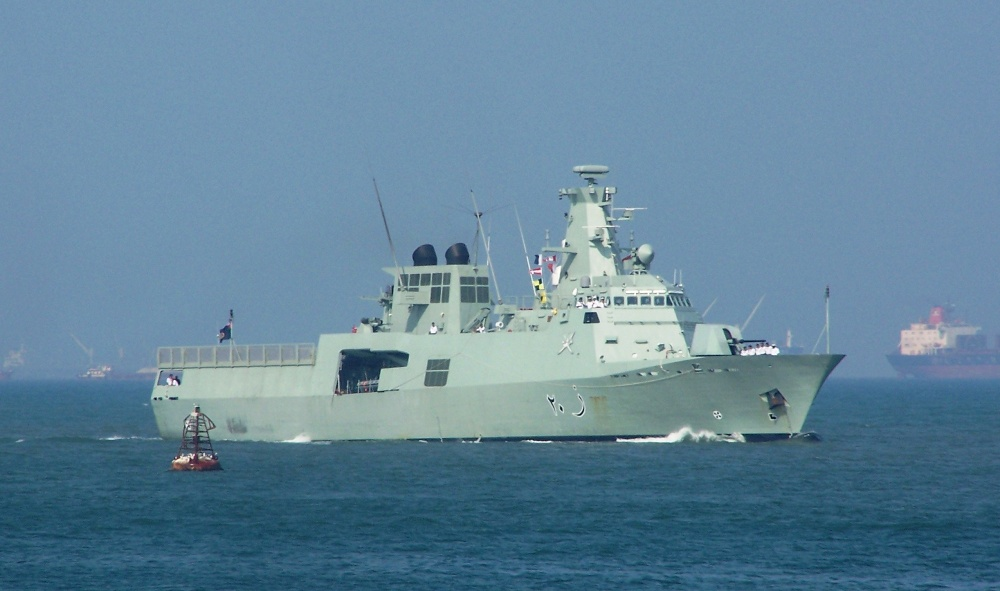
Al-Seeb (Z20)

- Třída Al-Ofouq
  - Al-Seeb (Z20)
  - Al-Shinas (Z21)

### Hlídkové lodě

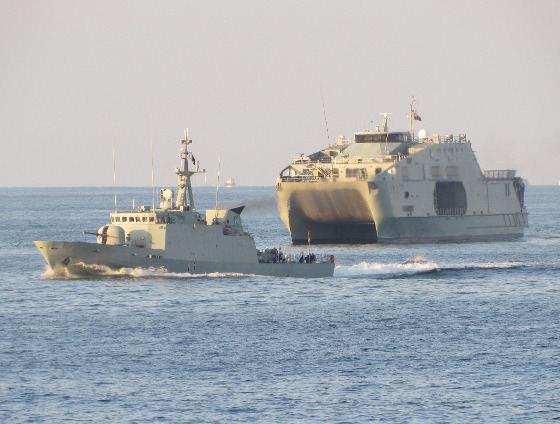
Hlídková loď třídy Al Bushra s podpůrnou lodí třídy Al Mubshir

- Třída Al Bushra[6]
  - Al Bushra (Z1)
  - Al Mansur (Z2)
  - Al Al Nejah (Z3)

### Podpůrné lodě
- Třída Al Mubshir
  - Al Mubshir (S11)
  - Al Naasir (S12)

### Výsadkové lodě
- Nasr al Bahr (L2)[4]

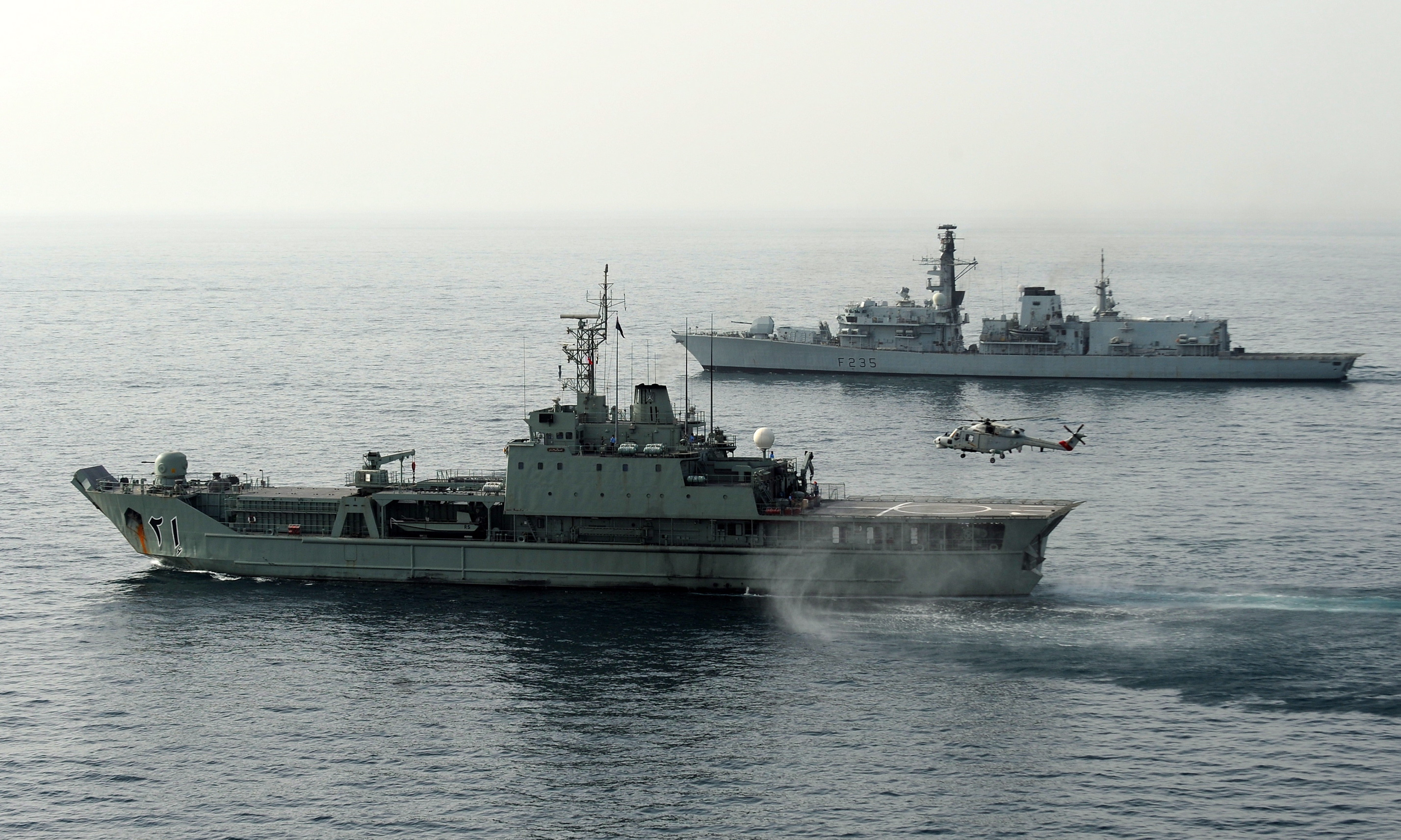
Výsadková loď Nasr al Bahr s britskou fregatou HMS Monmouth

- Třída Saba Al Bahr (vyloďovací plavidlo typu LCM)[4]
  - Saba Al Bahr (A8)
  - Al Doghas (A9)
  - Al Temsah (A10)

### Pomocné lodě

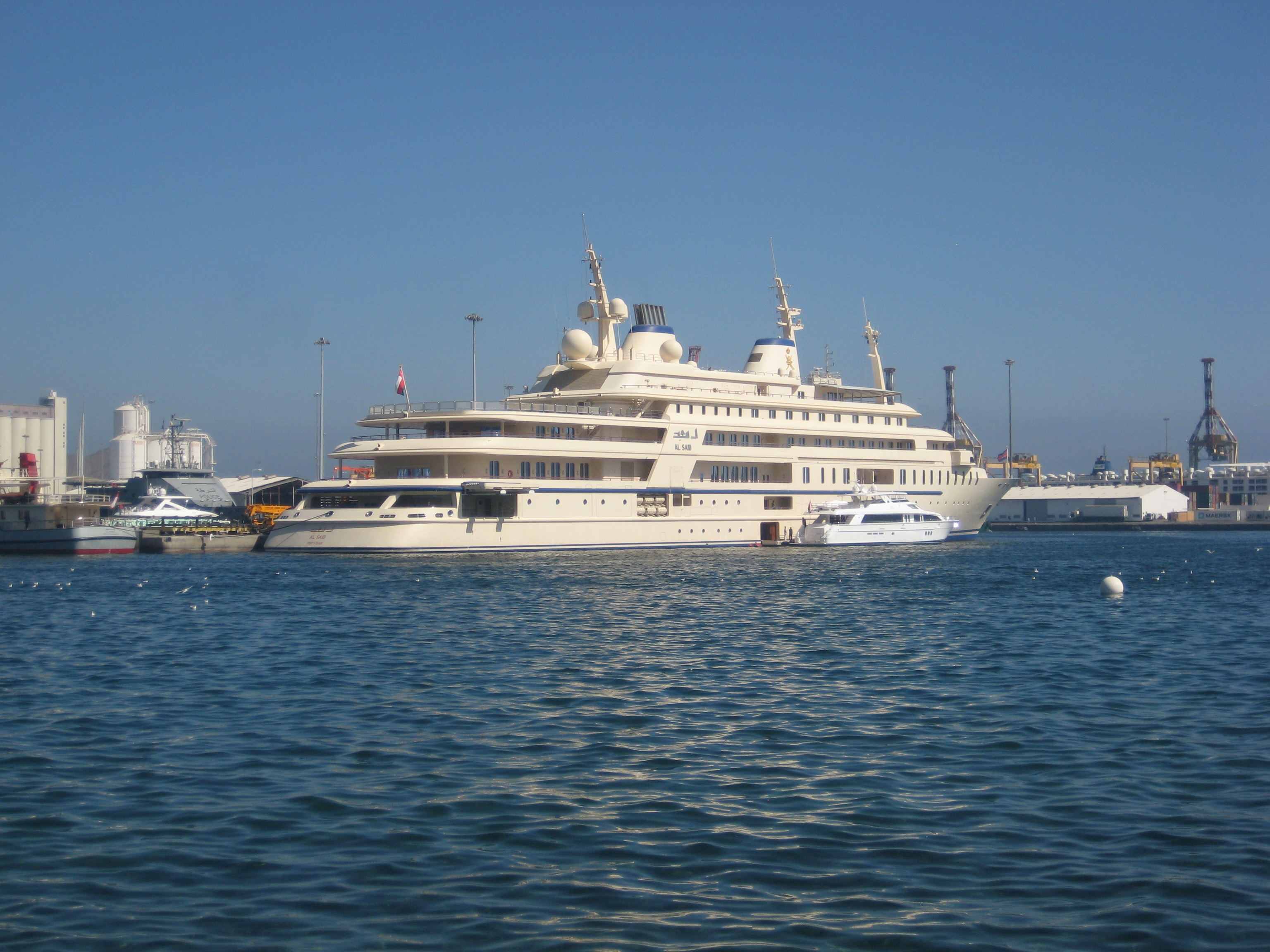
Jachta Al Said

- Třída Shinas[4]
  - Shinas
  - Hormuz
- Al Sultana (A2)[4]
- Al Mabrukah (Q30)[4]

### Eskadra královské jachty
- Al Said[4]
- Fulk Al Salamah (L3) (útočná zásobovací loď)[4]
- Zinat al Bihaar (plachetnice)[4]

### Cvičné lodě
- Shabab Oman II